# ヘルマン・メラー
ヘルマン・メラー（Hermann Möller または Møller、1850年1月13日 - 1923年10月5日）は、デンマークの言語学者。ゲルマン語の研究者だが、インド・ヨーロッパ語族とアフロ・アジア語族の親縁関係を主張したことと、フェルディナン・ド・ソシュールと並ぶ喉音理論の創始者として知られる。

## 生涯
メラーはシュレースヴィヒ（スリースヴィ）北部のイェアプステズ教区(Hjerpsted Sogn)に生まれた（1865年からプロイセン王国領、1920年からデンマーク領）。1867年にキール大学に入学して古典文献学を学んだ。ライプツィヒ大学、ミュンヘン大学、ベルリン大学、ブレスラウ大学を経て、1875年にライプツィヒ大学の博士の学位を取得した。
1878年からキール大学の比較言語学とゲルマン語学の私講師として教えた。1883年にはコペンハーゲン大学の講師の職につき、1888年にゲルマン語文献学教授に就任した。

## 印欧セム語理論と喉音理論
メラーは印欧語とセム語の間に親縁関係を主張し、その音韻対応関係を研究した。なお、この両語族の間の親縁性を説いたのはメラーが最初ではない。その中で、両者の祖語にあたる言語に5つの喉音を仮定し、印欧語の長母音は e にこれらの喉音が後続していたのが融合することによって生じたと考えた。
- “Friedrich Kluge: Beiträge zur geschichte der germanischen conjugation”. Englische Studien 3:  148-164. (1880).（書評だが、p.151の注1にソシュールへの言及が見られ、A をソナント、E, O を喉音とする）
- Semitisch und Indogermanisch. Kopenhagen: H. Hagerup. (1906)
- Indoeuropæisk-semitiske sammenlignende Glossarium. Kjøbenhavn: Schultz. (1909)
- Vergleichendes indogermanisch-semitisches Wörterbuch. Göttingen: Vandenhoeck & Ruprecht. (1911)（2巻）
- Die semitisch-vorindogermanische Laryngalen-konsonanten. Kopenhagen. (1917)

メラーの説は当時の学界の認めるところとはならなかったが、フランスのアルベール・キュニーやデンマークのホルガー・ペデルセンら少数の学者はこれを認めた。キュニーは ə1 ə2 ə3 の3つの記号を使い、これらの音価をそれぞれセム語の ʾ h ʿ であると考えた。